# Шидловский, Владислав Доминикович
Владисла́в Домини́кович Шидло́вский (1843—1916/1917) — сенатор, тайный советник.

## Биография
Родился 15 (27) августа 1843 года в городе Умань. Его отец Доминик Матвеевич Шидловский (1803—187?) — доктор медицины, философ и идеалист.
Учился в Белоцерковской гимназии и после успешного  окончания её поступил не на медицинский факультет университета Святого Владимира (как желал отец), а на юридический и занимался преимущественно изучением политико-экономических наук.
В 1868 году приехал в Харьков и поступил в кандидаты на судебные должности при прокуроре Харьковской судебной палаты. Вступил в службу 4 сентября 1868 года. В 1869—1875 годах занимал должности судебного следователя, а затем товарища прокурора при Курском окружном суде. В 1875 году был приглашён на службу в прокуратуруСанкт-Петербургского окружного суда, выступал там в качестве обвинителя по многим громким и скандальным делам. В 1881 году был назначен на должность прокурора Саратовского окружного суда. Из-за конфликта с прокурором Саратовской судебной палаты в том же году был переведён прокурором в город Елецк. С 1888 по 1895 год занимал должность товарища прокурора Харьковской судебной палаты, выступал обвинителем по наиболее сложным и важным делам.
С 1895 года — действительный статский советник. В связи с назначением товарищем обер-прокурора уголовно-кассационного департамента Правительствующего Сената вновь приехал в Санкт-Петербург.
С 8 июня 1902 года служил в министерстве внутренних дел, был непременным членом Медицинского совета.
Товарищ обер-прокурора Уголовного кассационного департамента Сената с 8 июня 1902 года; был назначен сенатором 3 мая 1906 года, с производством в тайные советники.
Умер 26 декабря 1916 (8 января 1917) года.

## Награды
- орден Св. Станислава 2-й ст. (1883)
- орден Св. Анны 2-й ст. (1888)
- орден Св. Владимира 3-й ст. (1898)
- орден Св. Станислава 1-й ст.